# 義大世界
義大世界，是位於台灣高雄市大樹區的大型熱門觀光景點，2010年6月19日開始試營運，同年的12月18日正式開幕，占地為90公頃。

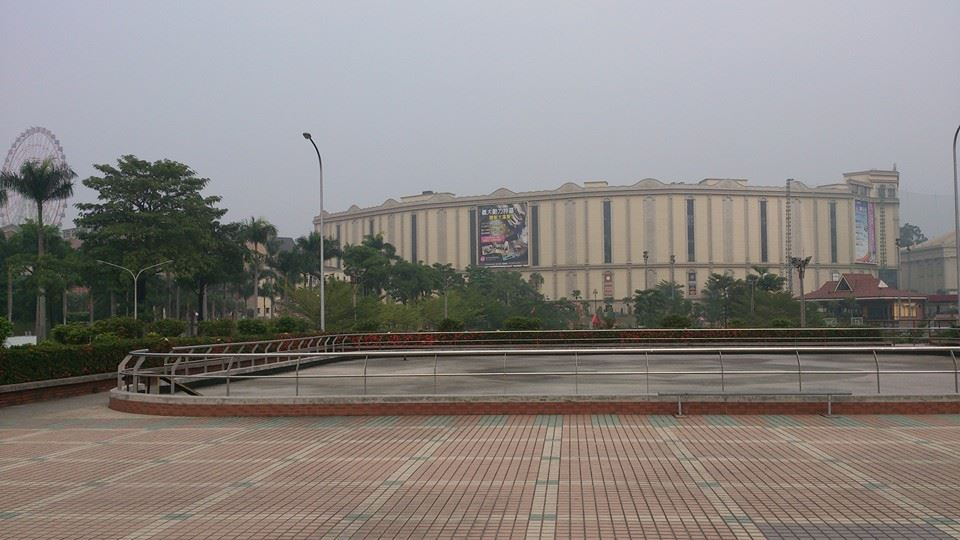
義大世界的遠景

## 園區組成

### 義大遊樂世界
全國唯一希臘情境主題樂園，全園區超過50項遊樂設施。
以古希臘神殿為建築藍本。本區的義大皇家劇院，是全台唯一媲美國家級的大型專業劇院，擁有超過1800席的豪華觀眾席；劇院日間提供樂園遊客30分鐘的華麗歌舞劇；夜間則為獨立售票，邀請國際表演輪番駐場演出。擁有15000坪全台最大親子室內遊樂館。

### 義大世界購物廣場
高雄首創的大型OUTLET MALL，廣達58000坪賣場，有全台海拔最高的摩天輪、南部第一主題運動館、冰刀式巨型冰宮、棒壘球打擊場、三對三鬥牛籃球場以及南台灣規模最大的3D立體數位電影城。
義大購物廣場也是亞洲最大的OUTLET MALL，超過300家國際精品，超過100家國際一線品牌，義大世界客層目標七成為本地客、三成為外國觀光客，以日本與大陸、港澳為目標。義大世界Outlet建築設計是歐式風格，長廊與羅馬圓頂設計，天花板如同澳門威尼斯人酒店的天空設計。
擁有位於海拔230公尺，全台最高的義大摩天輪。

### 義大天悅飯店

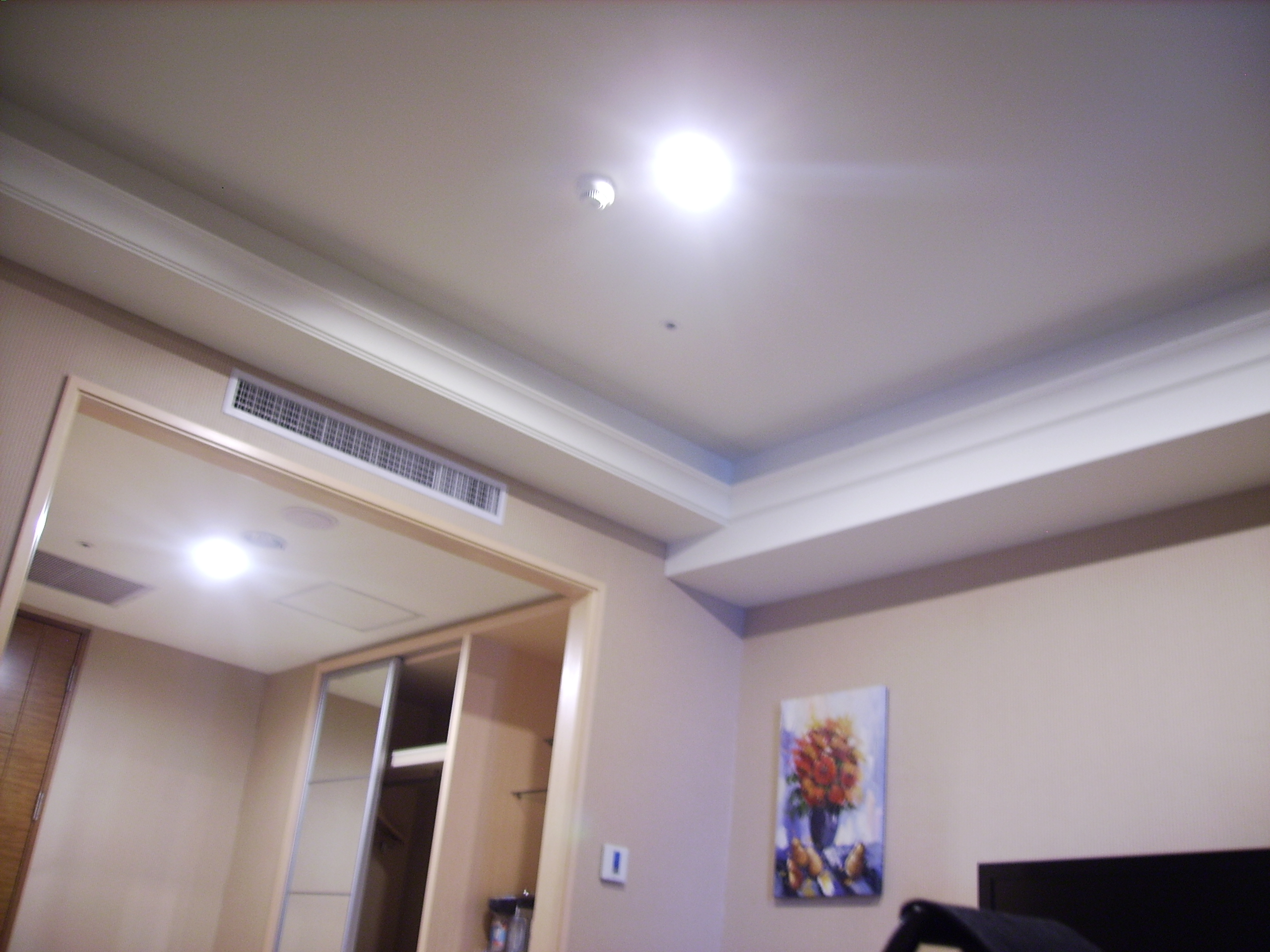
天悅飯店房間

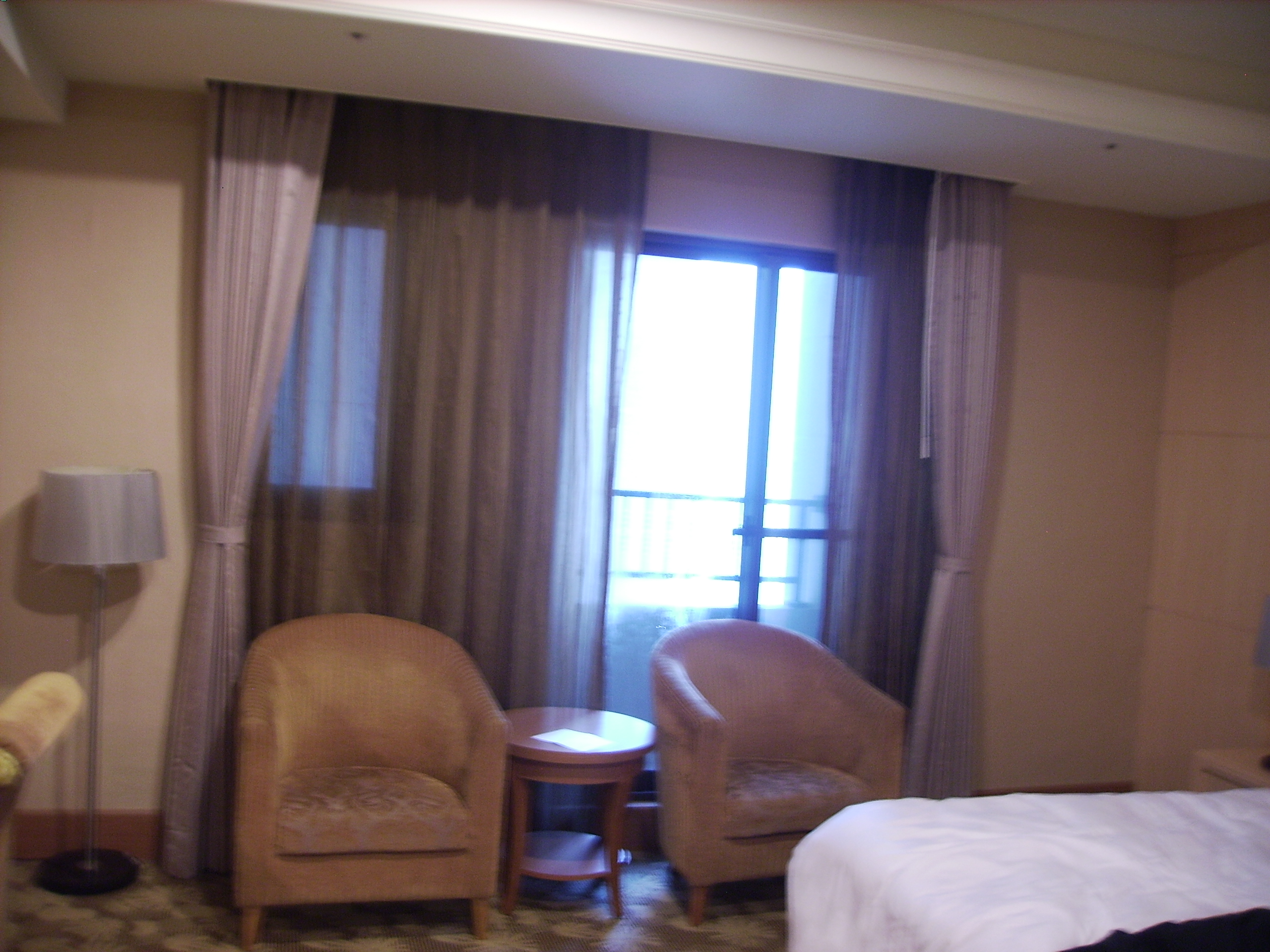
天悅飯店房間

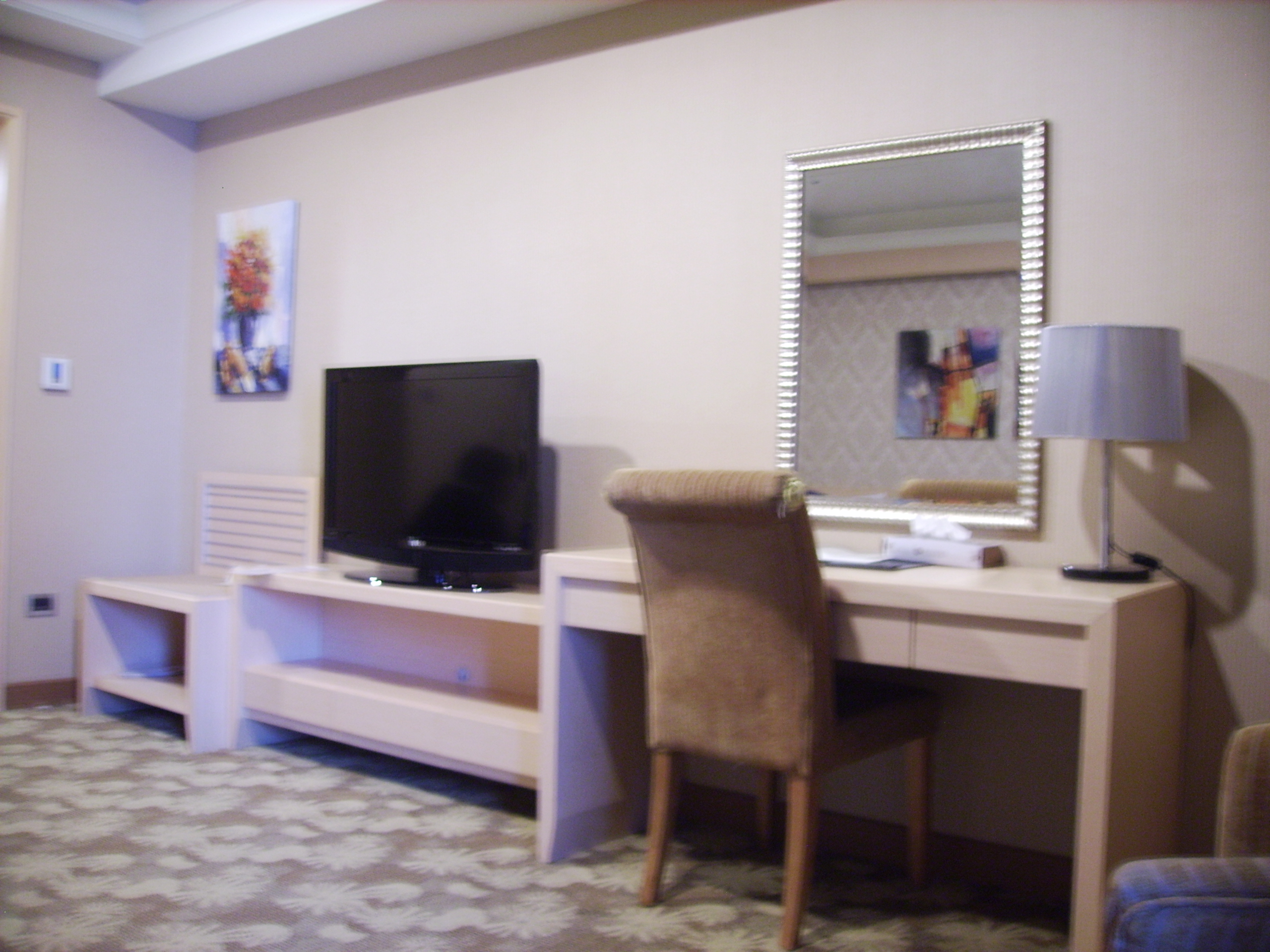
天悅飯店房間

飯店為英式新古典建築，總共有358間客房。

### 義大皇家酒店

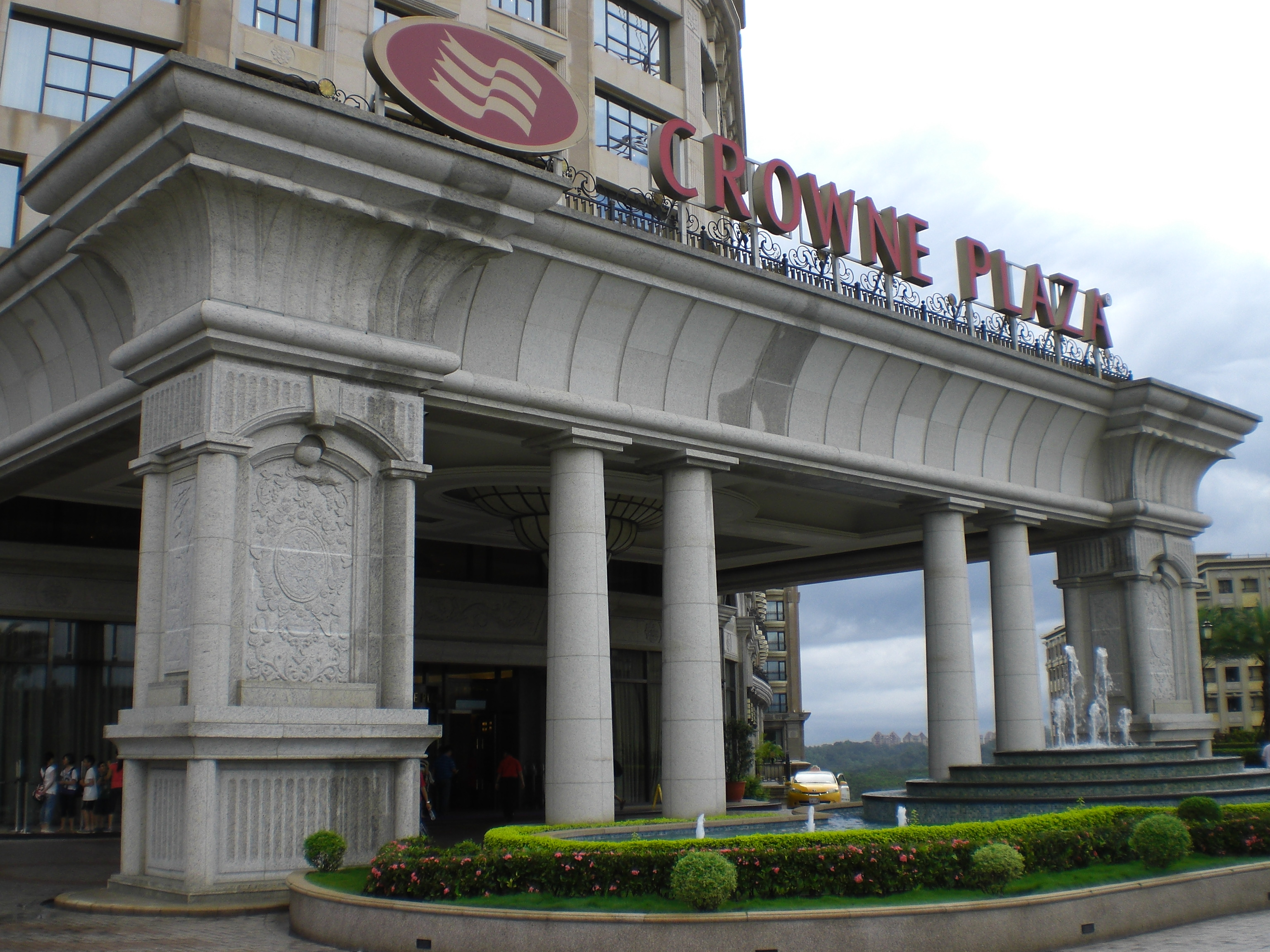
義大皇家酒店大門

2010年12月18日，高雄義大皇冠假日飯店開幕，由義聯集團委託洲際酒店集團經營管理三年。
2010年1月1日，陳敏薰接任高雄義大皇冠假日飯店董事長。
2013年3月12日，中華職棒義大犀牛洋將曼尼·拉米瑞茲在高雄義大皇冠假日飯店舉行加盟記者會；曼尼·拉米瑞茲加盟義大犀牛期間，均被義大犀牛安排住在高雄義大皇冠假日飯店的總統套房。
2014年1月1日，高雄義大皇冠假日飯店由義聯集團收回自營，改名為義大皇家酒店，由義大皇家酒店股份有限公司經營管理。
義大皇家酒店擁有656間各式客房，另有五間中西式餐廳，分別是：星亞自助餐、皇樓中餐廳(粵菜)、柳町日本料理、THE CUT鐵板燒及牛排館、CASA FONTANA義大利餐廳。擁有2000多坪休閒設施，包括：健身房、三溫暖、Tea Tree 香氛Spa、時尚水療、戶外親子戲水區、網球場、及專為兒童規劃的兒童俱樂部等。斥資新台幣上億元打造的“夢之湖”，震撼的聲光水影絢麗舞動。此外，飯店內有多達20多間的宴會廳、會議室及演講廳。

## 關聯設施
- 義大客運

## 週邊
- 義守大學
- 高雄市私立義大國際高級中學
- 觀音山

## 外部連結
- 義大世界 （页面存档备份，存于）（繁體中文）（简体中文）（英文）（日語）
- 義大世界購物廣場 （页面存档备份，存于）（繁體中文）（简体中文）（英文）
- 義大皇家酒店 （页面存档备份，存于）（繁體中文）（英文）（日語）
- 義大天悅飯店 （页面存档备份，存于）（繁體中文）（简体中文）（英文）（日語）